# Da te ne volim
Da te ne volim — музичний альбом гурту Novi fosili. Виданий 1978 року лейблом Jugoton. Загальна тривалість композицій становить 33:11. Альбом відносять до напрямку поп.

## Пісні
Сторона A
1. «Da te ne volim» — 3:02
2. «Diridonda» — 3:05
3. «Kaži mi, mama» — 3:00
4. «Lastavice mala» — 2:51
5. «Neka vali gingolaju svoje barke» — 4:02

Сторона B
1. «Nikog nema da mu kažem» — 3:08
2. «Ne plaši se» — 3:40
3. «Sanjaj me» — 4:20
4. «Kad godine prođu» — 2:52
5. «Sama» — 3:11